# Ernie Watts

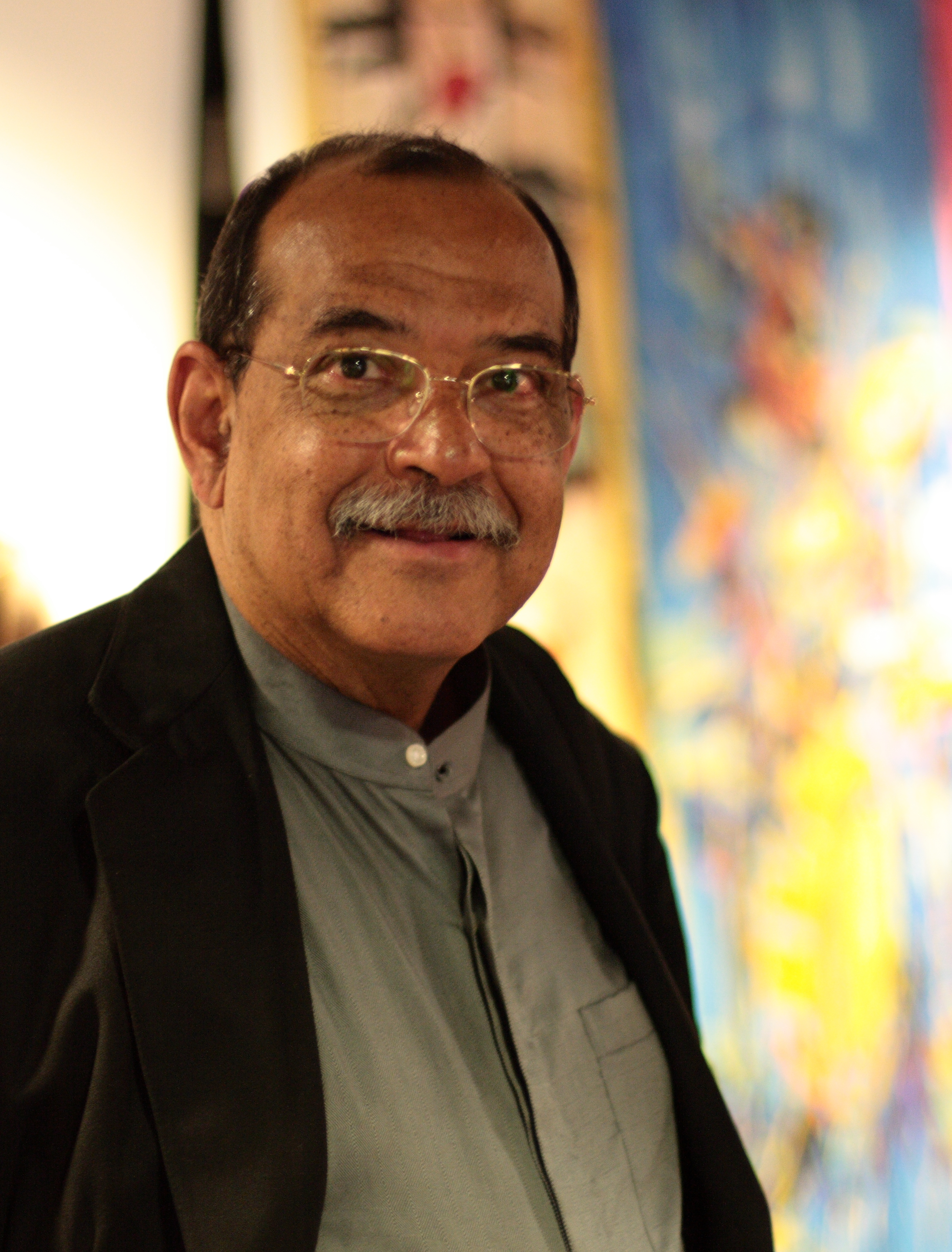
Ernie Watts 2008

Ernest James „Ernie“ Watts (* 23. Oktober 1945 in Norfolk (Virginia)) ist ein US-amerikanischer Jazz-Saxophonist und Flötist.

## Leben und Werk
Watts begann mit 13 Jahren Saxophon zu spielen, stark beeinflusst von John Coltranes Spiel auf „Kind of Blue“. Er begann auf der West Chester University Musikerziehung zu studieren, erhielt aber dann ein Stipendium des Down Beat für das Berklee College of Music. Er spielt Sopran-, Alt- und Tenorsaxophon sowie Querflöte. Einen Namen hat er sich jedoch vornehmlich als Tenorsaxophonist gemacht.
1966 begann er in der Big Band von Buddy Rich zu arbeiten. 1968 zog er nach Los Angeles, wo er bei Gerald Wilson und später dann bei Oliver Nelson spielte, mit dem er auch eine Afrikatournee unternahm. Während der nächsten Jahre arbeitete er als Studiomusiker. In Watts musikalischer Vita tauchen klangvolle Namen wie Thelonious Monk,  Abraham Laboriel, Aretha Franklin, Pat Metheny, Sun Ra sowie Frank Zappa und Jean-Luc Ponty auf. Miles Davis begleitete er in den achtziger Jahren auf seiner letzten Welt-Tournee; 1981 war er auch mit den Rolling Stones auf Tour.
Watts war langjähriges Mitglied von Charlie Hadens Quartet West (mit Haden (Bass), Alan Broadbent (Klavier) und Larance Marable (Schlagzeug)), mit denen er einige CDs einspielte (u. a. Quartet West, Haunted Hearts, Now is the Hour und Always Say Goodbye) und die ihn einer breiteren Öffentlichkeit bekannt machten. Daneben arbeitete er auch in Hadens Liberation Music Orchestra, mit Jon Mayer, Torsten de Winkel und Kerem Görsev.
Unter eigenem Namen nahm er Alben mit u. a. Jack DeJohnette, Arturo Sandoval und Eddie Gomez auf. Sein europäisches Quartett besteht aus Christof Sänger, Rudi Engel und Heinrich Köbberling. Im Jahr 2004 trat er in Deutschland auch zusammen mit dem Gitarristen Lee Ritenour auf, auf dessen Album A Twist of Rit im Stück Soaring er zu hören ist.
Insgesamt hat Watts bei über 500 Produktionen mitgewirkt und gilt heutzutage als einer der routiniertesten Saxophonisten. Er ist zweifacher Grammy-Preisträger. Ernie Watts war auch an der Aufnahme der Filmmusiken zu Die Farbe Lila, Ghostbusters – Die Geisterjäger, Tootsie und Fame – Der Weg zum Ruhm beteiligt.
Als offizieller Repräsentant der Firma Keilwerth spielt Watts Saxophone von Julius Keilwerth.
2014 wurde Watts mit dem Frankfurter Musikpreis ausgezeichnet.

## Diskografie (Auswahl)

### Als Leader
- Four Plus Four (Flying Dolphin Records, 2009)
- To the Point-Live at the Jazz Bakery (Flying Dolphin Records, 2008)
- Spirit Song (Flying Dolphin Records, 2005)
- Analog Man (Flying Dolphin Records, 2007)
- Classic Moods, 1998, JVC
- The Long Road Home, 1996, JVC
- Unity, 1995, JVC
- Reaching Up, 1994, JMI
- Afoxé, mit Gilberto Gil, 1991, CTI Records
- Project Activation Earth, 1989, Amherst Records
- The Ernie Watts Quartet, 1991, JVC, mit Joel DiBartolo
- Chariots Of Fire, 1982, Qwest Records
- Wheel of Time (Flying Dolphin, 2017), mit Christof Sänger, Rudi Engel, Heinrich Köbberling

### Diverse
- John Mayall: Moving On (1972)
- James Taylor: In the Pocket (1976)
- Dave Mason: Mariposa de Oro (1978)
- Quincy Jones: The Dude (1981)
- Dionne Warwick: Hot! Live and Otherwise (1981)
- The Rolling Stones: Still Life (1982)
- Paul McCartney: Pipes of Peace (1983)
- Rufus: Seal in Red; Live – Stompin’ at the Savoy (1983)
- Donna Summer: She Works Hard for the Money (1983)
- Gladys Knight & the Pips: Life (1985)
- Torsten de Winkel: Mastertouch (1985)
- Charlie Haden & Quartet West: Always Say Goodbye (1993)

## Lexigraphische Einträge
- Leonard Feather, Ira Gitler: The Biographical Encyclopedia of Jazz. Oxford University Press, New York 1999, ISBN 0-19-532000-X.